# خيسوس أمايا
خيسوس أمايا (بالإسبانية: Jesús Amaya)‏ هو لاعب غولف كولومبي، ولد في 24 أغسطس 1969 في بوغوتا في كولومبيا.

## وصلات خارجية
- الموقع الرسمي
- خيسوس أمايا على موقع رابطة أوروبا للاعبي الغولف المحترفين (الإنجليزية)